# Dunnet Head
Dunnet Head (Schots-Gaelisch: Ceann Dùnaid) is een schiereiland, waarop het meest noordelijke punt van Schotland ligt. Dunnet Head ligt aan de noordelijke kust van het graafschap Caithness. Dunnet is een dorp aan zee, bij het begin van het schiereiland Dunnet Head. Het noordelijkste punt, ook wel bekend als Easter Head, ligt 18 kilometer ten noordwesten van John o' Groats. Op het noordelijkste punt van Dunnet Head staat een vuurtoren.
Dunnet Head, of Easter Head, is alleen via de B855 te bereiken. Brough is het laatste dorp op het schiereiland. Van daar voert de B855 door leeg, typisch Schots, heidelandschap, naar de vuurtoren. Het laatste stuk, naar de vuurtoren, gaat het omhoog. Terug gaat vanaf Brough de B855 verder naar Dunnet en Thurso, maar in Brough gaat een andere weg richting John o' Groats.
Vanuit Dunnet Head zijn bij helder weer naar het noorden de Orkney-eilanden te zien: Stroma, Hoy en Mainland.

## Dunnet Head vuurtoren
De vuurtoren van Dunnet Head staat op een 90 meter hoge rots van Easter Head. De 15 meter hoge vuurtoren is in 1831 gebouwd door Robert Stevenson, de grootvader van Robert Louis Stevenson.
In de buurt van de vuurtoren zijn tijdens de Tweede Wereldoorlog enkele fortificaties gebouwd om de basis in Scapa Flow te beschermen. Hier stond ook de hoofdpost en controlestation van het navigatiesysteem Gee.